# Kajetan Kosielski
Kajetan Kosielski – pułkownik Korpusu Artylerii Litewskiej, uczestnik wojny polsko-rosyjskiej 1792, odznaczony Krzyżem Kawalerskim Orderu Virtuti Militari, uczestniczył w powstaniu kościuszkowskim.
Pochodził z Wielkopolski, 2 lata służył w Korpusie Kadetów, przebywał w Turynie i Strasburgu, ucząc się artylerii.